# Britton Hill

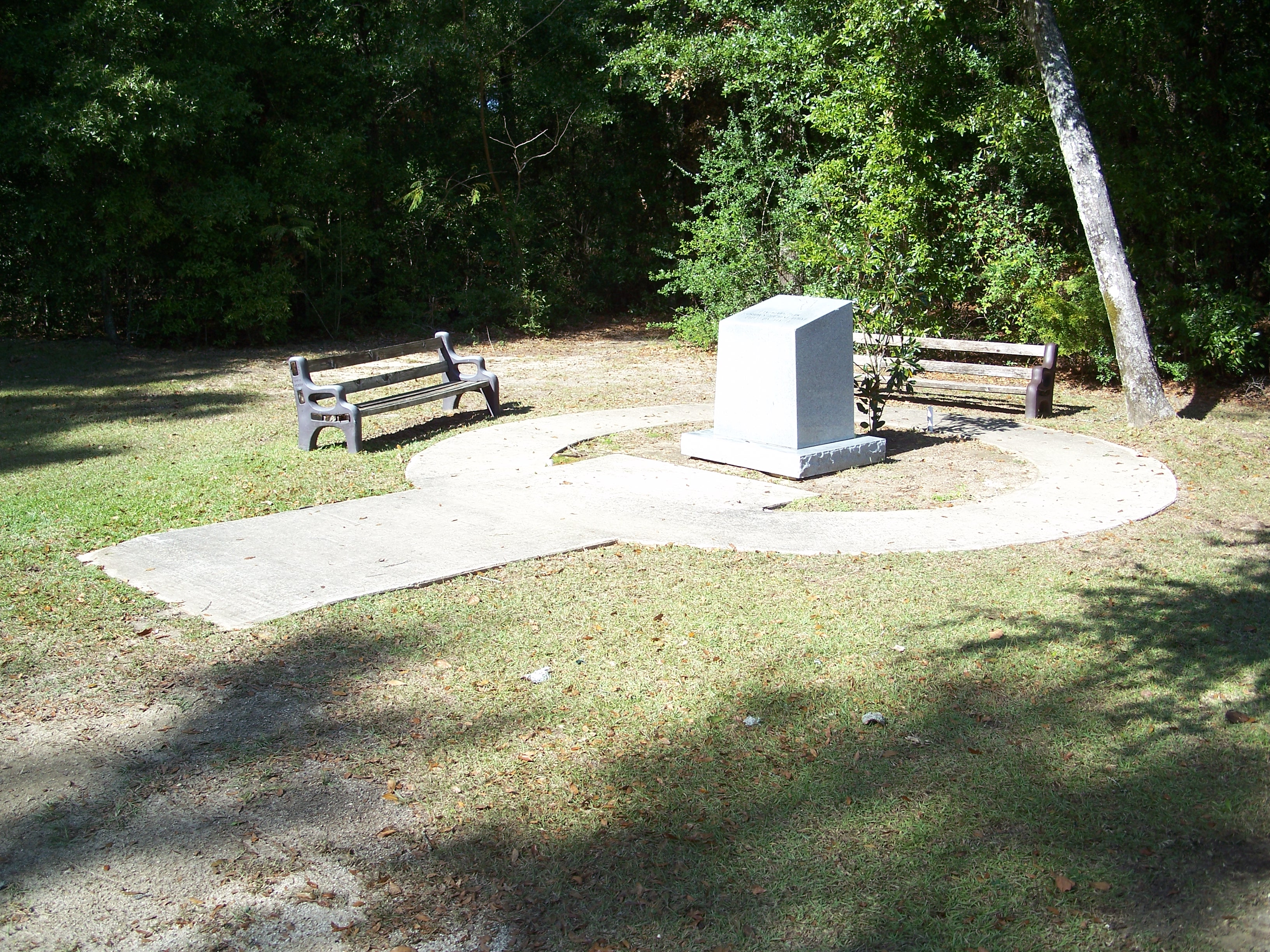

Britton Hill es el punto más alto en el estado de Florida, Estados Unidos, con una cumbre de la elevación de 105 metros sobre el nivel del mar. Britton Hill es el punto más elevado de menor altitud de los Estados Unidos, siendo 31 metros inferior a la inmediatamente anterior, Ebright Azimuth en Delaware. Es incluso más bajo que el punto más alto en Washington D. C., Tenleytown, de 125 metros. Está situado a 30 ° 59 '18 "N, 86 ° 16' 55" W, en el norte del condado de Walton, cerca de la ciudad de Lakewood, Florida.
La colina se encuentra justo al lado de County Road 285 cerca de 2 millas al sudeste de Florala, Alabama. Un pequeño parque llamado Lakewood Park marca el punto más alto y cuenta con un monumento, senderos y un tablero de información.
- Datos: Q921136
- Multimedia: Britton Hill / Q921136